# Nyikolaj Marcenko
Nyikolaj Marcenko (oroszul: Николай Марценко; Krasznojarszk, Oroszország, 1993. május 25. –) orosz autóversenyző, jelenleg a Formula Renault 3.5 szériájában.

## Karrier
11 évesen kezdett versenyezni az amatőr túraautó-bajnokságban Oroszországban. 16 éves kora óta azonban már számos Formula–3-bajnokságban is megfordult már: Német Formula–3 Bajnokság, Finn Formula–3 Bajnokság és Észak-Európai Zóna Formula–3 Kupa.
Formula–3-as karrierje 2009-ben kezdődött a német bajnokságban, ahol kezdetben négy versenyen vett részt; a négy közül egyszer dobogón is állhatott. A következő idényben megfordult a finn és az észak-európai bajnokságokon is, ahol az összesen 14 versenyből kettőt meg is nyert. Az évad utolsó versenyét a negyedik helyen zárta.
2012-ben az akkori csapata (Max Travin Racing Team) áttért a Formula Renault 3.5 szériára, ám végül a csapatot kizárták a konstruktőrök közül. A csapat és Marcenko egyesített erőinek köszönhetően egybeolvadtak a BVM Targettel, így már el tudta kezdeni az idényt.

## Eredményei

### Összesített
| Szezon | Széria                               | Csapat                 | Futamok | Győzelmek | Pole-pozíciók | Leggyorsabb körök | Dobogós helyek | Pont | Helyezés |
| ------ | ------------------------------------ | ---------------------- | ------- | --------- | ------------- | ----------------- | -------------- | ---- | -------- |
| 2008   | Lada Cup Krasnoyarsk                 | Ilan-MotorSport        | 12      | 1         | 0             | ?                 | 3              | 62   | 4.       |
| 2009   | Formula 3 Finland                    | Max Travin Racing Team | 10      | 1         | 0             | 3                 | 6              | 134  | 4.       |
| 2009   | Northern European Zone Formula 3 Cup | Max Travin Racing Team | 4       | 1         | 0             | 0                 | 2              | 59   | 5.       |
| 2009   | German Formula Three - Trophy        | Jenichen Motorsport    | 4       | 0         | 0             | 0                 | 1              | 16   | 7.       |
| 2010   | német Formula–3                      | Max Travin Racing Team | 18      | 0         | 0             | 0                 | 0              | 1    | 18.      |
| 2011   | német Formula–3                      | Max Travin Racing Team | 18      | 0         | 0             | 0                 | 0              | 9    | 12.      |
| 2012   | Formula Renault 3.5 Series           | BVM Target             | 9       | 0         | 0             | 0                 | 0              | 13   | 19.      |

### Formula Renault 3.5
| Év   | Csapat     | 1       | 2        | 3        | 4        | 5       | 6        | 7         | 8         | 9        | 10        | 11       | 12        | 13       | 14       | 15       | 16       | 17       | Hely | Pont |
| ---- | ---------- | ------- | -------- | -------- | -------- | ------- | -------- | --------- | --------- | -------- | --------- | -------- | --------- | -------- | -------- | -------- | -------- | -------- | ---- | ---- |
| 2012 | BVM Target | ALC 1 5 | ALC 2 15 | MON 1 18 | SPA 1 10 | SPA 2 9 | NÜR 1 21 | NÜR 2 Ret | MOS 1 Ret | MOS 2 18 | SIL 1 Ret | SIL 2 12 | HUN 1 Ret | HUN 2 14 | LEC 1 23 | LEC 2 21 | CAT 1 25 | CAT 2 20 | 20.  | 13   |

Jelmagyarázat: Zöld: pontszerző hely; Lila: nem pontszerző hely; RET: kiesett